# Ann Elizabeth Wee
Ann Elizabeth Wilcox, conocida como  Ann Elizabeth Wee por su apellido de casada (Northumberland, 19 de agosto de 1926-11 de diciembre de 2019), fue una educadora y trabajadora social singapurense. Estudió en la Escuela de Economía y Ciencia Política de Londres. Fue precursora de la educación y el trabajo social en Singapur.

## Biografía
Llegó a Singapur en 1950 para casarse con el abogado Harry Lee Wee, a quien conoció en la Universidad de Cambridge. Ejerció como profesora durante cuatro años en la Escuela de Niñas Metodistas. Cinco años después se incorporó al Departamento de Bienestar Social (Ministerio Social y Familiar) donde inició y ejerció su trayectoria profesional como trabajadora social, para lo que aprendió malayo, cantonés y hokien (chino mim nan), entre otros idiomas.
En 1957 se trasladó como becaria al Departamento de trabajo Social de la Universidad Nacional de Singapur (NUS), llegó a ser la directora más longeva de dicho departamento, desempeñando dicho cargo entre 1967 y 1986, año en el que se jubiló.
Entre las funciones desempeñadas por la educadora se encuentra la configuración de la situación social en la entonces Malasia, fue la promotora del establecimiento de un programa universitario completo de dos años de duración denominado Grado de Honor y facilitó el reconocimiento de los trabajadores sociales fuesen reconocidos como profesionales en Singapur y tuviesen acceso a fomentar y crear políticas sociales. Parte de su labor profesional la ejerció como asesora del Tribunal de Menores (cambiado a Tribunal de la Juventud).
Fue asesora del Ministerio de Asuntos Sociales sobre asuntos relacionados con la defensa de los derechos de la mujer hasta que en 1961 se aprobó como ley la Carta de la Mujer. Una vez jubilada, Ann Elizabeth Wee continuó con la labor social dando conferencias y participando en actos de relevancia social siempre en ayuda de los más desfavorecidos.
Mentora de numerosos trabajadores sociales, fue una miembro destacada de la NUS Arts and Social Sciences. Fue reconocida en este aspecto por el Instituto de Estudios Políticos como un «tesoro nacional». En 2014 se incorporó al Salón de la Fama de las Mujeres de Singapur, doce colaboró creando un sistema de formación social para mujeres abandonadas o en situación vulnerable, y al mismo tiempo la Universidad Nacional de Singapur estableció en su honor el Premio Ann Wee NUS Social Work para reconocer la excelencia en el trabajo social.
Falleció el 11 de diciembre de 2019 a los 93 años.

## Premios y reconocimientos
- 2010, Medalla de Servicio Meritorio.
- 2012, Premio NUS Distinguished Lifetime Volunteer Achievement Award.